# Imnele tăcerii
Imnele tăcerii este un volum de poeme al scriitorului Petruț Pârvescu.

## Aprecieri critice
- Gheorghe Grigurcu

„Poezia lui Petruț Pârvescu aduce  un miraj al delicateții, un delir al fragilității. Sensibilitatea se–adîncește-n-sine, suprimînd retorica, reducînd comunicarea la modelul cel mai economicos care e haiku-ul. Economicos, însă foarte pretențios, căci într-însul se cuvine a străluci, cum într-un strop de rouă, culorile curcubeului, complexitățile sufletești, acel joc de alternanțe între elanurile și sleirile ființei ce îndreptățesc poezia ca mărturie totodată umilă și triumfătoare în fața necunoscutului. Într-un context în care patetismele gălăgios revărsate țin adesea afișul, Petruț Pârvescu are curajul a paria pe laconism și pe șoaptă. Poetica d-sale e una a contragerii, a rezervei, a disciplinei scriptice și morale precum orice manifestare a nobleței veritabile. Nu rumoarea verbului, frivolă precum cea a străzii, îl atrage, ci reculegerea lui silențioasă, smerită precum iluminarea clipei de rugăciune. Desigur, nu putem prevedea ce succes va înregistra poetul pe ingratul nostru tărîm sublunar, dar suntem încredințați că o stea fragedă și înlăcrimată îl veghează din transcedență.”

## Poeme reprezentative
- Imnele tăcerii
  - Micropoeme